# Tribhuvan nemzetközi repülőtér
A Tribhuvan nemzetközi repülőtér (nepáli nyelven: त्रिभुवन अन्तर्राष्ट्रिय विमानस्थल) (IATA: KTM, ICAO: VNKT) Katmandu (Nepál) egyetlen nemzetközi repülőtere. A város központjától 5 km-re keletre található.
A repülőtéren két terminál van. Az egyik a nemzetközi, a másik a belföldi járatok fogadásáért felel.

## Forgalom
Az utasforgalom az elmúlt években az alábbi módon változott:
| Utasok száma | 1 993 659 | 1 849 766 | 1 748 082 | 2 265 758 | 2 867 216 | 3 991 259 | 4 500 176 | 4 581 210 | 5 686 148 | 7 327 042 |
|              | 1999      | 2001      | 2003      | 2006      | 2008      | 2010      | 2012      | 2015      | 2017      | 2019      |

## Légitársaságok és úticélok
A repülőtérre az alábbi társaságok üzemeltetnek járatokat: 
| Légitársaság               | Célállomások | Terminál   |
| -------------------------- | --- | ---------- |
| Air Arabia                 | Rasz al-Khaimah, Sardzsa | nemzetközi |
| AirAsia                    | Kuala Lumpur–nemzetközi | nemzetközi |
| Air China                  | Chengdu, Lhásza | nemzetközi |
| Air India                  | Delhi, Kolkata, Varanasi | nemzetközi |
| Bhutan Airlines            | Delhi, Paro | nemzetközi |
| Biman Bangladesh Airlines  | Dhaka | nemzetközi |
| Buddha Air                 | Bhadrapur, Bhairahawa, Bharatpur, Biratnagar, Dhangadhi, Janakpur, Nepalgunj, Pokhara, Simara, Tumlingtar                   | belföldi   |
| Buddha Air                 | Gaya, Varanasi | nemzetközi |
| China Eastern Airlines     | Kunming | nemzetközi |
| China Southern Airlines    | Guangzhou | nemzetközi |
| Dragonair                  | Hongkong, Dhaka | nemzetközi |
| Druk Air                   | Delhi, Thimphu/Paro | nemzetközi |
| Etihad Airways             | Abu Dhabi | nemzetközi |
| flydubai                   | Dubai-Al Maktoum, Dubai-nemzetközi                                                                                          | nemzetközi |
| Himalaya Airlines          | Delhi, Doha | nemzetközi |
| IndiGo                     | Delhi | nemzetközi |
| Korean Air                 | Szöul-Incshon | nemzetközi |
| Malaysia Airlines          | Kuala Lumpur–nemzetközi | nemzetközi |
| Malindo Air                | Kuala Lumpur–nemzetközi | nemzetközi |
| Nepal Airlines             | Bhadrapur, Bhojpur, Biratnagar, Chaurjahari and Rukumkot, Dhangadhi Lamidanda, Lukla, Phaplu, Pokhara, Rumjatar, Tumlingtar | belföldi   |
| Nepal Airlines             | Bangalore, Bangkok-Suvarnabhumi, Delhi, Doha, Hongkong, Kuala Lumpur–nemzetközi, Mumbai                                     | nemzetközi |
| Oman Air                   | Muscat | nemzetközi |
| Qatar Airways              | Doha | nemzetközi |
| Saurya Airlines            | Bhairahawa, Bharatpur, Biratnagar, Dhangadhi, Nepalgunj                                                                     | belföldi   |
| Sichuan Airlines           | Chengdu | nemzetközi |
| Silk Air                   | Szingapúr | nemzetközi |
| Simrik Airlines            | Bhairahawa, Jomsom, Lukla, Pokhara, Simara                                                                                  | belföldi   |
| Sita Air                   | Biratnagar, Dang, Dhangadhi, Janakpur, Jomsom, Lukla, Nepalgunj, Pokhara, Tumlingtar                                        | belföldi   |
| Tara Air                   | Bhojpur, Lamidanda, Lukla, Nepalgunj, Phaplu, Ramechhap                                                                     | belföldi   |
| Thai Airways International | Bangkok-Suvarnabhumi | nemzetközi |
| Turkish Airlines           | Isztambul-Atatürk | nemzetközi |
| Yeti Airlines              | Bhadrapur, Bhairahawa, Bharatpur, Biratnagar, Dhangadhi, Janakpur, Nepalgunj, Pokhara, Tumlingtar                           | belföldi   |